# 山野辺義忠
山野辺 義忠（やまのべ よしただ）は、安土桃山時代から江戸時代前期にかけての武士。最上氏の一門。後に水戸藩家老職となった。

## 生涯
天正16年（1588年）、最上義光の四男として生まれる。母の名や出身は不明であるが、現在の大石田町深堀郷士の娘という伝承がある。
慶長5年（1600年）、関ヶ原の戦いの直前に徳川家康の人質として預けられる。戦後、翌慶長6年（1601年）までには諱を光茂とし、出羽山形に帰国、同年（1601年）、山野辺19,300石の城主となり、山野辺氏の名跡を継いだ。山野辺に入った光茂（義忠）は、山野辺城の拡張改修を始め、城下町の建設と市の開設、釣樋堰に見られるような治水事業、神社仏閣や交通網の整備を行い、善政に努めた。
元和3年（1617年）、兄の最上家親が死去した後、家親の子であり義忠の甥にあたる家信が当主となるも、『最上氏系図』（『寛政重修諸家譜』）では、「家信若年にして国政を聴く事を得ず。しかのみならず常に酒色を好みて宴楽にふけり、家老これを諌むといえどもきかざるにより、家臣大半は叔父・光茂（義忠）をして家督たらしめんことをねがう」と批判されるほど、人望・実力が無かったため、鮭延秀綱や楯岡光直ら、多くの家臣から家親の後継者候補として擁立された。
これにより、最上家は家信派と光茂（義忠）派に分裂して、後に最上騒動と呼ばれる内紛を引き起こすに至った。江戸幕府は家信方の松根光広を追放処分とし、山形藩内の融和を求めるも、ほとんどの家臣が家信への協力を拒否した。これが原因で元和8年（1622年）8月に幕命によって改易されることとなった。光茂（義忠）もその責を負って備前国岡山に流罪となり、池田忠雄にその身柄を預けられた。その頃、諱を義忠と変えたものと推測される。なお、岡山には2人の息子を含め16人の近臣が付き従い、35歳から46歳までの12年間を幽閉のなかで送った。
寛永10年（1633年）9月、徳川家光の命により水戸藩主徳川頼房にその身柄を預けられ、1万石を得て水戸藩家老職となった。そして世子光圀の教育係も務めている。光圀の代になった寛文3年（1663年）9月、隠居して仏門に入り道慶と号した。翌寛文4年（1664年）12月16日死去。享年77。義光の男子の中で、唯一天寿を全うした。
子の義堅も光圀に仕え、子孫は代々家老職に就いた。御附家老の中山備前守家に次ぐ禄高を持った山野辺家であったが、最上騒動の経験から、江戸後期、1820年代後半（文政年間）までは、主に朝廷や将軍などへの儀礼を行い、藩政には大きく携わらなかったという。

## 参考資料
- 『寛政重修諸家譜』
- 『山形市史』
- 『水戸市史』
- 鈴木彰『幕末の日立―助川海防城の全貌』